# Sergej Medveděv
Sergej Medveděv (* 20. prosince 1966, Moskva) je ruský politolog a publicista.

## Život
Dědeček Sergeje Medveděva, Viktor Sergejevič Medveděv (1895–1990), byl stavebním inženýrem. Stal se obětí politických represí v letech 1937 a 1948, celkem strávil 17 let v gulagu. Jeho otec, Alexandr Viktorovič Medveděv (1927–2010), byl muzikolog a publicista, vedoucí hudební a literární sekce Velkého divadla v Moskvě, autor libret k pěti operám Dmitrije Šostakoviče a M. S. Weinberga. Jeho matka Světlana Medveděva pracovala na Akademii věd SSSR jako lingvistka.
V letech 1987–1988 Medveděv studoval v rámci výměnného pobytu na Univerzitě Karlově v Praze. V roce 1988 promoval s vyznamenáním na Moskevské státní univerzitě, fakultě žurnalistiky.
V letech 1993–1994 působil jako hostující vědecký pracovník na Ústavu mezinárodních vztahů v Římě. V letech 1994–1996 byl hostujícím výzkumným pracovníkem v Německém institutu pro mezinárodní a bezpečnostní otázky (Stiftung Wissenschaft und Politik) v Ebenhausenu. V letech 1996–1999 byl vědeckým pracovníkem ve Finském institutu mezinárodních vztahů v Helsinkách. V následujících pěti letech pracoval v Evropském centru pro bezpečnostní studia George C. Marshalla v německém Garmisch-Partenkirchenu. V roce 2004 se vrátil do Ruska, kde pak byl do roku 2020 profesorem na Vysoké škole ekonomické v Moskvě.
V říjnu 2013 ho ruský prezident Vladimir Putin označil za „blbce“ poté, co Medveděv navrhl, aby Arktida v zájmu zachování svého přírodního bohatství spadala pod mezinárodní jurisdikci s úplným zákazem ekonomických a vojenských aktivit. Medveděv se obává, že těžba přírodních zdrojů, komerční rybolov a lodní doprava zde mohou způsobit ekologickou katastrofu. Ve stejné době Rusko zadrželo 30 aktivistů Greenpeace, kteří se během protestu proti těžbě ropy pokusili proniknout na palubu ruské ropné plošiny v Pečorském moři.
Pravidelně přispíval do vysílání rozhlasových stanic Echo Moskvy a Rádio Svoboda.
Pracoval pro nezávislou ruskou televizní stanici Dožď. Kvůli kritice Putinova režimu byl propuštěn z několika zaměstnání. Rusko opustil po ruské invazi na Ukrajinu dne 24. února 2022. Utekl do Pobaltí a poté se přestěhoval do Prahy, kde působí na Univerzitě Karlově.
Měl přednášku v budově Filozofické fakulty na náměstí Jana Palacha v Praze v den, kdy tam došlo ke střelbě, při které zahynulo 15 lidí včetně útočníka. Během útoku se Medveděv se studenty zabarikádoval v posluchárně.

### Zájmy
Medveděv je milovníkem oblastí Dálného severu, kde na konci 80. let pobýval na novinářské praxi. Je amatérský sportovec, lyžař, cyklista a maratónský běžec. Zúčastnil se řady dálkových závodů a triatlonů, např. nejdelšího závodu v běžeckém lyžování, 220 km dlouhého závodu Nordenskiöldsloppet ve Švédsku, 160 km dlouhého Arctic Circle Race v Grónsku nebo závodů ze série Ironman.

## Dílo
- Návrat ruského leviathana, překlad Libor Dvořák, Pistorius & Olšanská, 2019, ISBN 978-80-7579-048-4